# Domenico Giacobazzi
Domenico Giacobazzi, auch Jacobazzi (* 1444 in Rom; †  1528 ebenda) war ein Kardinal der Römischen Kirche.

## Leben
Der Sohn einer Patrizierfamilie war das dritte von fünf Kindern. Er studierte Theologie und die Rechte und wurde 1493 Auditor der Römischen Rota und später auch deren Dekan. Seit 1503 Kanoniker der Vatikansbasilika, wurde er am 8. November 1511 Bischof von Nocera de’ Pagani in Italien. Er nahm am Fünften Laterankonzil teil und war Generalvikar des Papstes.
Am 1. Juli 1517 von Papst Leo X. zum Kardinal kreiert, erhielt Domenico Giacobazzi vom 6. Juli 1517 an bis zu seinem Tode die Titelkirche San Lorenzo in Panisperna als Kardinalpriester. Am 10. Juli 1517 wurde Giacobazzi zusätzlich Kardinalpriester der Titelkirche San Bartolomeo all’Isola, bevor er im August 1519 zu San Clemente wechselte. Er trat 1523 seinem Neffen Cristoforo Giacobazzi den Bischofssitz von Cassano all’Jonio ab, den er am 2. Dezember 1519 als Apostolischer Administrator übernommen hatte.
Kardinal Giacobazzi nahm am Konklave 1521–1522 sowie am Konklave des Jahres 1523 teil.